# Dezső Fábián
Dezső Fábián (Boedapest, 17 december 1918 – Boedapest, 6 oktober 1973) was een Hongaars waterpolospeler.
Fábián won tijdens de Olympische Zomerspelen 1948 de zilveren medaille. Fábián kwam in drie wedstrijden in actie.
Vier jaar later tijdens de Olympische Zomerspelen 1952 in het Finse Helsinki won Fábián met zijn ploeggenoten de gouden medaille. Fábián speelde alleen mee in de eerste voorronde wedstrijd tegen Mexico.
Jenő Brandi · 
Oszkár Csuvik · 
Dezső Fábián · 
Dezső Gyarmati · 
Endre Győrfi · 
Miklós Holop · 
László Jeney · 
Dezső Lemhényi · 
Pál Pók · 
Károly Szittya · 
István Szívós sr.
Róbert Antal · 
Antal Bolvári · 
Dezső Fábián · 
Dezső Gyarmati · 
István Hasznos · 
László Jeney · 
György Kárpáti · 
Dezső Lemhényi · 
Kálmán Markovits · 
Miklós Martin · 
Károly Szittya · 
István Szívós sr. · 
György Vizvári